# Intercity-Express
 Denne artikel omhandler InterCityExpress. For andre betydninger af ICE, se ICE.
InterCityExpress, eller bare ICE (tysk udtale: [iːtseːˈeː]), er et system af højhastighedstog, der primært kører i Tyskland og dets nabolande. Toget, der er Deutsche Bahns (DB) flagskib, er også den højeste produktkategori fra DB Fernverkehr. Brand-navnet "ICE" er blandt de bedst kendte i Tyskland med et kendskab blandt befolkningen tæt på 100% ifølge DB.
Navnet "ICE" bruges også som en betegnelse for materiellet, der kører på systemet. Dette materiel er udviklet siden de tidlige 80'ere og er designet specifikt til systemet. Der kører fem forskellige udgaver af ICE-toget i Tyskland: ICE 1 (i drift siden 1991), ICE 2 (1996) og ICE 3 (1999) samt ICE-T og ICE-TD. De fire førstnævnte togtyper kører på strøm, mens ICE-TD kører på diesel. De forskellige varianter af ICE 3-toget produceres både af Bombardier og Siemens AG.
Foruden ruterne i selve Tyskland kan togene også ses i nogle nabolande. Der findes for eksempel ICE 1 og ICE 2-linjer til Zürich og Interlaken i Schweiz og Wien i Østrig. ICE 3-togene kører også til Liège og Bruxelles i Belgien og ved lavere hastigheder til Amsterdam i Holland.
I 2007 åbnede en ny rute mellem Paris og Frankfurt / Stuttgart, hvor der køres med såvel ICE- som TGV-tog.
Det spanske jernbaneselskab RENFE bruger også tog baseret på ICE 3-toget, Siemens Velaro.. Disse tog kan komme op på hastigheder omkring 350 km/t. Bredere versioner af toget er bestilt af Kina til Beijing – Tianjin højhastighedslinjen (CRH 3) og af Rusland til Moskva – Sankt Petersborg og Moskva – Nisnij-Novgorod-ruterne (Velaro RUS).

## ICE's historie
Deutsche Bundesbahn startede en serie af tests i 1985 af InterCityExperimental-testtoget (Også benævnt ICE-V). IC Experimental blev brugt som et demonstrationstog og til brug ved tests ved høj hastighed, hvor toget satte ny verdensrekord med 406,9 km/t d. 1. maj 1988.
Toget blev i 1996 afløst af en ny testenhed, benævnt ICE S.
Efter en heftig debat mellem DB og det tyske transportministerium vedrørende udstyret om bord, togets længde og bredde og det påkrævede antal af togsæt bestiltes 41 enheder i 1988. Ordren udvidedes til 60 tog i 1990 med den tyske genforening i tankerne. Ikke alle tog blev dog leveret til tiden.
ICE-netværket åbnede officielt d. 29. maj 1991 med flere nybyggede tog, der fra forskellige retninger mødtes på den nyligt opførte Kassel-Wilhelmshöhe Station.

### Første Generation
Uddybende artikel: ICE 1
De første ICE-tog var nogle togsæt benævnt DB klasse 401 (ICE 1). De indsattes i 1989, mens de første regelmæssige ICE-tog fra d. 2. juni 1991 kørte fra Hamburg-Altona Station via Hamborg Hovedbanegård, Hannover Hovedbanegård, Kassel-Wilhemshöhe Station, Fulda Station, Frankfurt am Main Hovedbanegård, Mannheim Hovedbanegård og Stuttgart Hovedbanegård mod München Hovedbanegård – den såkaldte ICE linje 6. Hannover-Würzburg-højhastighedslinjen og Mannheim-Stuttgart-højhastighedslinjen, der begge var åbnet samme år, blev integreret i ICE-netværket helt fra starten.
På grund af mangel på togsæt i 1991 og i starten af 1992 blev ICE linje 4 (Bremen Hovedbanegård – München Hovedbanegård) først åbnet d. 1. juni 1992. Førhen blev ICE-togsættene brugt, når de var tilgængelige, integreret i InterCity-netværket med IC-nummerering.
I 1993 blev ICE linje 6's endestation flyttet fra Hamburg til Berlin (senere, i 1998, via Hannover-Berlin-højhastighedslinjen), og den tidligere IC linje 3 fra Hamburg-Altona mod Basel blev opgraderet til ICE-standarder som erstatning.

### Anden generation
Uddybende artikel: ICE 2
Fra 1997 blev ICE 1's efterfølger, ICE 2, indsat i drift. Disse togsæt bliver trukket af DBAG klasse 402-lokomotiver.
Togene blev først indsat i drift på ICE linje 10, Berlin-Köln/Bonn, men siden styrevognen endnu ikke var blevet godkendt til drift, sammensatte DB to dele af togsættene (med et lokomotiv hver), således at man fik et tog bestående af to lokomotiver og ingen styrevogne – ligesom forgængeren, ICE 1. Først fra 24. maj 1998 blev ICE 2-enhederne fuldt udstyrede med styrevogne, og kunne opdeles på deres vej fra Hamm via enten Dortmund, Essen, Duisburg, Düsseldorf eller Hagen til Wuppertal og Solingen-Ohligs.
I slutningen af 1998 blev Hannover-Berlin-højhastighedslinjen åbnet som den tredje højhastighedslinje i Tyskland. Dermed blev rejsetiden på linje 10 (mellem Berlin og Ruhr-dalen) nedsat med 2½ time.
ICE 1- og ICE 2-togene overskrider målene for den fritrumsprofil, der er anbefalet af den internationale jernbaneorganisation (UIC). Selvom togene oprindeligt var tænkt til kun at skulle køre inden for Tysklands grænser, er nogle enheder blevet godkendt til at køre i Schweiz og Østrig. Nogle ICE 1-enheder er blevet udstyret med en ekstra smallere pantograf, så de kan køre på forskellige kørestrømsledninger i Schweiz.
ICE 1- og ICE 2-tog kan kun køre på 15 kV vekselstrøm, og dermed stort set kun i de tysk-talende lande i Europa.

### Tredje generation
Uddybende artikel: ICE 3
For at overholde de restriktioner, der pålagdes ICE 1 og ICE 2, blev deres efterfølger, ICE 3, bygget smallere, så toget kunne køre i hele Europa. Modsat ICE 3s forgængere er ICE 3-toget ikke bygget som et lokomotiv-trukket tog, men som et elektrisk togsæt med motorer under gulvet gennem hele toget ligesom det bl.a. kendes fra IC3 og IC4. Dermed reduceredes noget af vægten pr. aksel, så UIC's standarden kunne overholdes.
To forskellige typer blev udviklet: DBAG klasse 403 (nationale ICE 3), og DB klasse 406 (ICE 3M), hvor M'et står for Mehrsystem (multi-spænding). Togene blev døbt og markedsført som "Velaro" af deres producent, Siemens.
Ligesom ICE 2 er ICE 3 og ICE 3M udviklet som halv-længde tog, sammenlignet med ICE 1, og er i stand til at køre opdelt med individuelle togsæt, der kan køre på forskellige ruter og koble automatisk sammen for at kunne rejse sammen. Da€ ICE 3-togene er de eneste ICE-tog, der er i stand til at køre på Köln-Frankfurt-højhastighedslinjen med dens 4%-stigning, bruges de fortrinsvis her.
Deutsche Bahn planlægger at afgive ordrer på yderligere 30 togsæt til en værdi af 900 millioner € – til brug for international trafik, primært til Frankrig.
Den nyeste højhastighedslinje i Tyskland, Nürnberg-Ingolstadt, der åbnede i maj 2006, er den seneste tilføjelse til ICE-netværket. Den er en af to linjer i Tyskland (sammen med den linje, der går fra Köln til Frankfurt), der er bygget til hastigheder op til 300 km/t. Siden det kun er tredje generation af ICE-togene, der er i stand til at opnå sådanne hastigheder, blev ICE linje 41, der førhen kørte fra Essen via Duisburg til Nürnberg, forlænget over Nürnberg-Ingolstadt-højhastighedslinjen, og i dag betjener linjen Oberhausen, Duisburg, Frankfurt am Main, Nürnberg, Ingolstadt og München.

### ICE T ogICE TD
Samtidig med udviklingen af ICE 3 udviklede Siemens lignende tog med krængeteknik. ICE T (også benævnt DBAG klasse 411 og 415), der er elektrisk og findes med fem eller syv vogne, og ICE TD (også benævnt DBAG klasse 605), der er diesel-elektrisk, blev bygget med identisk design, både indvendigt og udvendigt. Designet lagde vægt på, at toget skulle egne sig til strækninger, der ikke er udbygget til højhastighedskørsel, såsom de kurvede strækninger i Thüringen.
ICE TD-toget var dog ret ustabilt, tilbøjeligt til fejl og blev vurderet for dyrt til at køre, og blev dermed sat ud af drift fra sent 2003 til midten af 2006. Togene bliver brugt til supplerende kørsler. Siden 2004 er det den 2. generation af ICE 2-togene, ICE T2 (DB klasse 411,5), der bliver indsat. Diesel til tog har den samme skat i Tyskland som diesel til biler.
Søndag d. 9. december 2007 indsattes ICE TD i direkte tog fra København og Århus til Berlin via Hamburg. Denne rute er billigere i drift, da diesel til tog beskattes lavere i Danmark.

### Eschede-ulykken
Uddybende artikel: Eschede-ulykken
3. juni 1998 skete en af de værste jernbaneulykker i nyere tid. Ulykken, der både er den værste højhastigheds-togs-ulykke nogensinde, samt den værste jernbaneulykke siden det moderne Tysklands grundlæggelse i 1949, var en afsporingsulykke med et ICE-tog af typen ICE 1. Toget, ICE 884, "Wilhelm Conrad Röntgen", fra München til Hamborg, blev afsporet ved en hastighed på 200 km/t. 101 døde og 88 blev såret.
Årsagen til ulykken var, at en hjulring på forreste vogns tredje aksel brød sammen og herefter borede sig op gennem vognbunden og satte sig fast. Da vognen passerede et sporskifte, ramte den nu nederste ende af den afrevne hjulring tvangsskinnen på det første af to sporskifter. Tvangsskinnen blev revet løs af sin befæstigelse og borede sig også op i vognbunden og løftede derved bogien så hjulene afsporedes. Et af de afsporede hjul ramte tungepartiet på det næste sporskifte og bragte dette ud af sin stilling, hvilket medførte at den bageste aksel på vogn tre blev ført ind mod nabosporet. Hastigheden var stadig omkring 200 km/t og den tredje vogn blev fuldstændig afsporet og ramte med sin ene ende en bropille på en vejbro, der styrtede sammen. Fjerde vogn der også var blevet afsporet nåede at passere broen. De øvrige vogne hobede sig op i zig-zag under og mod den sammenstyrtede bro og blev endelig også ramt af det bageste lokomotiv.

### ExpoExpress
Til Expo 2000 i Hannover leverede Deutsche Bahn 120 ekstraordinære togkørsler. Nogle af disse specielle kørsler blev kørt med ICE-tog med betegnelsen "ExpoExpress (EXE). Disse kørsler bød også på den første store debut for de dengang nye ICE 3-tog, hvormed de blev præsenteret for både det nationale og internationale publikum.

## Udstyr

### ICE's design
Et nævneværdigt karaktertræk ved ICE-togene er deres farvedesign, der er blevet registreret af DB som en æstetisk model, og dermed er blevet beskyttet som en immaterial rettighed. Togene er malet i Matgrå (RAL 7035) med en Trafikrød (RAL 3020) stribe på den nedre del af toget. Det ubrudte sorte bånd af vinduer og deres ovale døre adskiller ICE'erne fra ethvert andet DB-tog.
ICE 1 og ICE 2-modellerne havde til at starte med en Orient rød (RAL 3031) stribe, med en 29 cm bred Pastellilla (RAL 4009) stribe nedenunder. Disse striber blev ommalet med den nuværende trafikrøde farve mellem 1998 og 2000, da alle enhederne skulle checkes og ommales i anledning af Expo 2000.
ICE-logoet på toget er malet med Agate-grå (RAL 7038), og dets ramme er malet i Kvartsgrå (RAL 7039). Plasticpladerne i togets interiør er alle malet i Matgrå (RAL 7035).
Oprindeligt var ICE 1-togenes interiør designet i pastelfarver med mint som den dominerende farve, da dette var DB's daværende designmanual. ICE 1-enhederne er alle blevet ombygget i midt-2000'erne, og følger nu de samme forskrifter for designet som ICE 3, der benytter sig meget af indirekte belysning og træmøblement.
Det karakteristiske ICE-design udvikledes af et hold af designere med Alexander Neumeister i spidsen i de tidlige 1980'ere, og blev først brugt på InterCityExperimental (ICE V)-togene. Holdet, med Neumeister i spidsen, designede efterfølgende ICE 1, ICE 2 og ICE 3/T/TD. Togenes interiør blev designet af BPR-Designs Jens Peters i Stuttgart. Blandt andre er han ansvarlig for det høje tag i restaurantvognen og den specielle belysning. Det samme designhold var også ansvarlige for de nu udgåede InterRegio-tog i midt-firserne.

### Forskelligheder i designet
| ICE (generelt): | Matgrå togvogne med rød stribe og sammenpressede gummibånd mellem vognene (til forskel fra alle andre DB-tog) Sort vinduesbånd med ovale dørvinduer (til forskel fra InterCity / Metropolitan-vogne) Hjul-på-skinne-teknologi (til forskel fra TransRapid)                                               |
|                 | |
| ICE 1:          | to elektriske lokomotiver og mellemvogne; spisevogn med højt tag, næse med DB-logo, der afbryder den røde stribe (unikt for ICE 1) |
|                 | |
| ICE 2:          | ét lokomotiv og en styrevogn med adgang for passagerer; spisevognen har samme højde som andre vogne; modsat ICE 1. |
|                 | |
| ICE 3:          | ingen lokomotiver, men derimod en EMU: endevognene med afrundede vindskjolde og passagerlounge, uelektrificeret transformervogn med pantograf; rød stribe bliver afbrudt i endevognene af DB-logoget, hvorefter den løber nedad og over næsten; vinduesbåndet bliver smallere og ender nær vindskjoldet. |
|                 | |
| ICE T/TD:       | magen til ICE 3 undtagen: stejlere front; pantograf (T)/ aerodynamisk skjold (TD) på endevognene; intet ICE-logo på endevognene; rød stribe forbliver lige, rød stribe ender nær lygterne. |
|                 | |
| ICE T2:         | ligesom første udgave af ICE T undtagen: malet plademetal i stedet for glas mellem vinduer, forlygter med LED |
|                 | |
| ICE V:          | violette, brede striber løber dybere end på nyere materil og fortsætter ikke over fronten; DB-logo og ICE-lgo; lokomotiver stærre end mellemvogne og med rundere front; frontvogn ICE 2-lignende |
|                 | |
| ICE S:          | gammeldags pastelviolet/orientrød stribe bliver gul/grå på mellemvognene, angiver en servicevogn; ICE logo med et S i hvid; grå og gule linjer former en kurve på mellemvogn 2; højspændingslinjer mellem vogne; max hastighed 330 km/t i stedet for 280 km/t                                            |

### Interiør
ICE-togene har en høj standard hvad angår teknologi: alle vogne har aircondition, og næsten alle sæder har et stik til en hovedtelefon, der tillader brugeren at lytte til flere interne radioprogrammer, såvel som normal radio. Nogle pladser på 1. klasse (i gamle dage også på 2. klasse) er udstyret med videoskærme, der viser film og infotainment-udsendelser. hvert tog er udstyret med specielle vogne, der har specielle indendørs mobilantenner, så passagererne vil opleve bedre signal. Desuden er der i hvert tog stillekupeer, hvor brugen af mobiltelefoner ikke er velset.
ICE 1-togene var oprindeligt udstyret med et informationssystem baseret på BTX, men efterhånden blev skærmene tildækket. ICE 3-togene har et touch screen i nogle vogne, hvor passagerene kan printe køreplaner ud. Dette system findes også i ICE 2-togenes restaurantvogne.
ICE 1-flåden er på nuværende tidspunkt under ombygning, der skal give togene en forlænget levetid på 15 til 20 år. Sæderne og det indendørs design bliver ensrettet til ICE 3's standard, der bliver indlagt strømudtag ved hvert sæde, audio/video underholdningssystemerne bliver fjernet, og elektroniske reserverings-displays bliver monteret over sæderne.
ICE 2-togene har strømudtag ved udvalgte sæder, mens ICE 3 og ICE T-togene har udtag ved næsten hvert sæde.
ICE 3- og ICE T-togene har ens interiør, men de andre ICE-typer er anderledes. ICE 1, ICE 2 og syv-vogns-udgaven af ICE T (klasse 411) er udstyret med en fuldt udrustet restaurantvogn. ICE 3 og fem-vogns-udgaven af ICE T (klasse 415) er derimod blevet designet uden en restaurant. De har derimod en bistro. Siden 1. oktober 2006 har rygning været forbudt i bistrovognene, ligesom det altid har været forbudt at ryge i restaurantvognene.
Alle tog har handicaptoilet og pladser til kørestole. ICE 1 og ICE 2 har en speciel konference-afdeling, mens ICE 3 indeholder en afdeling specielt til småbørn. ICE 3 og ICE T har ikke det normale rum til togføreren, men i stedet en åben skranke døbt "ServicePoint". Her kan passagererne henvende sig med spørgsmål vedrørende toget eller kørslen
Et elektronisk display over hvert sæde viser de strækninger sædet er reserveret på. Passagerer uden pladsreservationer må kun tage sæder med et blankt display, eller sæder uden reservationer på den nuværende strækning.

### Internetadgang i ICE-tog
Sidst i 2005 blev syv ICE 3-enheder udstyret med trådløst LAN, så passagererne kan gå på internettet. Udstyret bliver markedsført under brandnavnet "Railnet". Disse tog kan kendes fra tog uden internetadgang ved de store T-Mobile-reklamer omkring togenes vestibuler. I begyndelsen fungerede forbindelsen kun mellem Dortmund og Köln, men DB har offentliggjort planer med T-Mobile om at tilbyde internetadgang på hele Köln-Frankfurt-strækningen. Adgangen var gratis under prøveperioden, der sluttede 10. april 2006. Internetadgangen er nu begrænset til T-Mobile-kunder, der får regningen over deres sædvanlige internetregning, eller kunder, der køber særlig adgang i 15 minuter eller en, tre eller 24 timer.

### Reparation
Der er fastlagt et reparationsskema for ICE-togene. Det er inddelt i syv trin:
1. For hver 4.000 kilometer skal der udføres en 1½ time lang inspektion af toget. Skraldespandene tømmes, og vandtankene fyldes. Akutte problemer (såsom defekte døre) repareres. Desuden foretages der sikkerhedstjek, der bl.a. indeholder et tjek af pantograftrykket, rengøring og der tjekkes for revner i det isolerende stof i taget – desuden tjekkes hjulene.
2. For hver 20.000 kilometer bliver der udført en 2½ time lang inspektion, kaldet Nachschau. I denne inspektion testes bremserne, Linienzugbeeinflussung-systemet (et tysk togkontrolsystem i stil med det danske ATC) og ABS-systemet.
3. Efter 80.000 kilometer skal der udføres en Inspektionsstufe 1. Under de to moduler, der hver varer otte timer, gennemgår bremserne et grundigt tjek, såvelsom aircondition-systemet og køkkenudstyret. Batterierne, sæderne og passagerinformationen tjekkes også.
4. Når toget har kørt 240.000 kilometer skal der udføres en inspektionsstufe 2. Dette indebærer et tjek af de elektriske motorer, lejerne, bogieernes aksler og koblingerne. Denne inspektion udføres normalt gennem to moduler af otte timers varighed.
5. Omkring én gang om året, når toget har kørt 480.000 kilometer, udføres Inspektionsstufe 3. Dette eftersyn varer tre gange otte timer. Foruden de ovennævnte ting tjekkes pneumatikken og transformatorkølingen. Desuden udføres der reparationer inden i passagerområderne.
6. Efter 1,2 millioner kilometer udføres 1. Revision. Den indebærer et grundigt tjek af alle togets komponenter, og varer normalt to fem-dags-segmenter.
7. Det syvende og sidste trin er den 2. Revision, der udføres efter 2,4 millioner kilometer. Bogierne udskiftes, og mange komponenter skilles og tjekkes. Dette trin tager også to fem-dags segmenter.

Reparationerne udføres i specielle ICE-værksteder i Basel, Köln, Dortmund, Frankfurt, Hamburg og München. I fremtiden skal der bygges et værksted i Leipzig. Hvis toget har problemer sendes der automatisk en fejlrapport til værkstederne i forvejen for at holde reparationstiden på et minimum.

## Rutekoncepter og netværkslayout
ICE-systemet er et polycentrisk netværk. Der køres normalt med 30 minutter, en time eller to-timers intervaller. Desuden kører der specielle tog i myldretiden, og nogle tog stopper ved et mindre antal stationer uden for myldretiden.
I modsætning til det franske TGV eller det japanske Shinkansen-system, er togene og sporene ikke designede som et integreret koncept, men i stedet er ICE-systemet blevet integreret i Tysklands eksisterende togsystem. En af konsekvenserne af dette har været, at ICE 3-togene kun kan nå deres max-hastighed, 300 km/t, på nogle få stykker af sporene.
Den linje, der er mest brugt af ICE-togene er Riedbahn-banen mellem Frankfurt og Mannheim på grund af mange sammenfaldende ICE-linjer i netop den region. Når man tager al trafik (fragt-, lokal- og langdistancetog) med i betragtningen er den travleste linje, der opererer med ICE-tog Bayerische Maximiliansbahn-banen mellem München og Augsburg. Her kører der normalt 300 tog om dagen.

### Tog internt i Schweiz
For at undgå tomme kørsler og for lange ventetider, er der oprettet flere ruter, der udelukkende kører i Schweiz.
- To linjer fra Basel til Interlaken
- En linje fra Basel til Zürich
- En linje fra Basel til Bern
- Tre linjer fra Zürich til Basel
- To linjer fra Bern til Basel

Selvom disse ruter officielt er ICE-ruter, kan de nærmere sammenlignes med de schweiziske InterRegio- eller RegioExpress-ruter, fordi de bl.a. stopper ved små stationer som Möhlin og Sissach. Ligesom det er standarden i Schweiz kan disse tog bruges uden at betale ekstra.

## Prisstruktur

### Tyskland
ICE-togene er den højeste kategori (klasse A) tog i Deutsche Bahns prissystem. Priserne bliver ikke beregnet på en ordnet per-kilometer-skala som andre tog, men i stedet er der faste priser for station-til-station forbindelser, afhængig på en håndfuld faktorer såsom jernbanens kategori og den generelle efterspørgsel på ruten. Selv på linjer hvor ICE ikke er hurtigere end normale InterCity- eller EuroCity-tog (for eksempel fra Hamburg til Dortmund), bliver der lagt et særligt tillæg til prisen på baggrund af, at ICE har en højere komfort end IC/EC-tog.

### Nederlandene
I Nederlandene bliver der kun lagt et €2 tillæg til den normale pris for hver tur på "ICE International". Måneds- og årskort inkluderer denne ekstraafgit.

### Østrig
På intra-Østrig ruterne (Wien-Innsbruck-Bregenz, Wien-Salzburg(-München), Wien-Passau(-Hamburg) og Innsbruck-Kufstein(-Berlin)) bliver der ikke lagt en ekstraafgift på.

### Schweiz
Ligesom i Østrig bliver der ikke lagt en ekstraafgift på afgangene fra Zürich, Interlaken og Chur ligesom der heller ikke bliver lagt en ekstraafgift på intra-Schweiz-ruterne (se ovenfor).
I Schweiz og Østrig tager en tur med ICE-tog næsten lige så lang tid som på et regionaltog. Dette skyldes den forholdsvis korte længde og lave hastigheder i disse lande (ofte overstiger hastigheden ikke 160 km/t, nogle gange 200 km/t) når de bliver sammenlignet med Tyskland.

### Danmark
ICE har den samme pris som regionaltog Nykøbing-København og den samme pris som EC-tog Hamburg-København.

## Hæder
- Den 5. oktober 2006 udgav Deutsche Post en serie frimærker, blandt dem var et frimærke med et billede af et ICE 3-tog.

## Trivia
- I begge ender af ICE-T og ICE 3-togene er der en passagerafdeling (i den ene ende en 1. klasse, den anden en 2. klasse) med udkig til skinnerne gennem et vindue, der deler afdelingen fra togførerens rum. Lokomotivføreren kan dog gøre glasset uigennemsigtigt ved et tryk på en knap.
- Cykler er ikke tilladt på nogen ICE-tog.
- Tre specielt opførte vaskehaller til ICE-tog findes i Hamburg-Eidelstedt, Frankfurt-Höchst og München.
- I 2006 lavede LEGO en model af ICE-toget.[14]